# Reuterhaus (Bitterfeld)

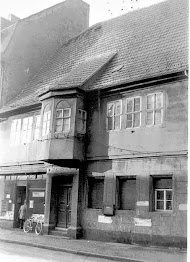
Das Reuterhaus um 1950

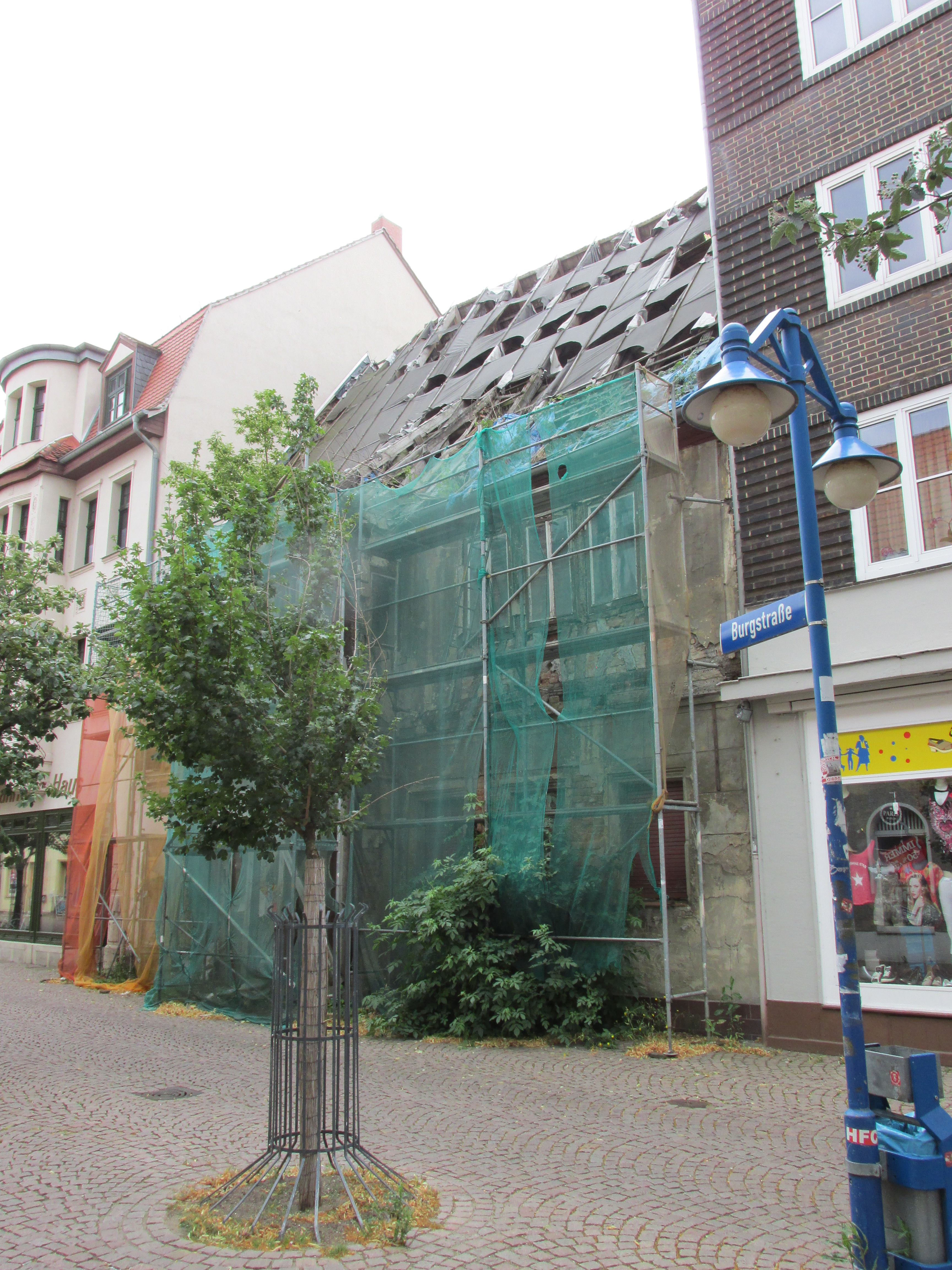
Das dilettantisch mit inzwischen defekter Folie versehene Gebäude, Juli 2020

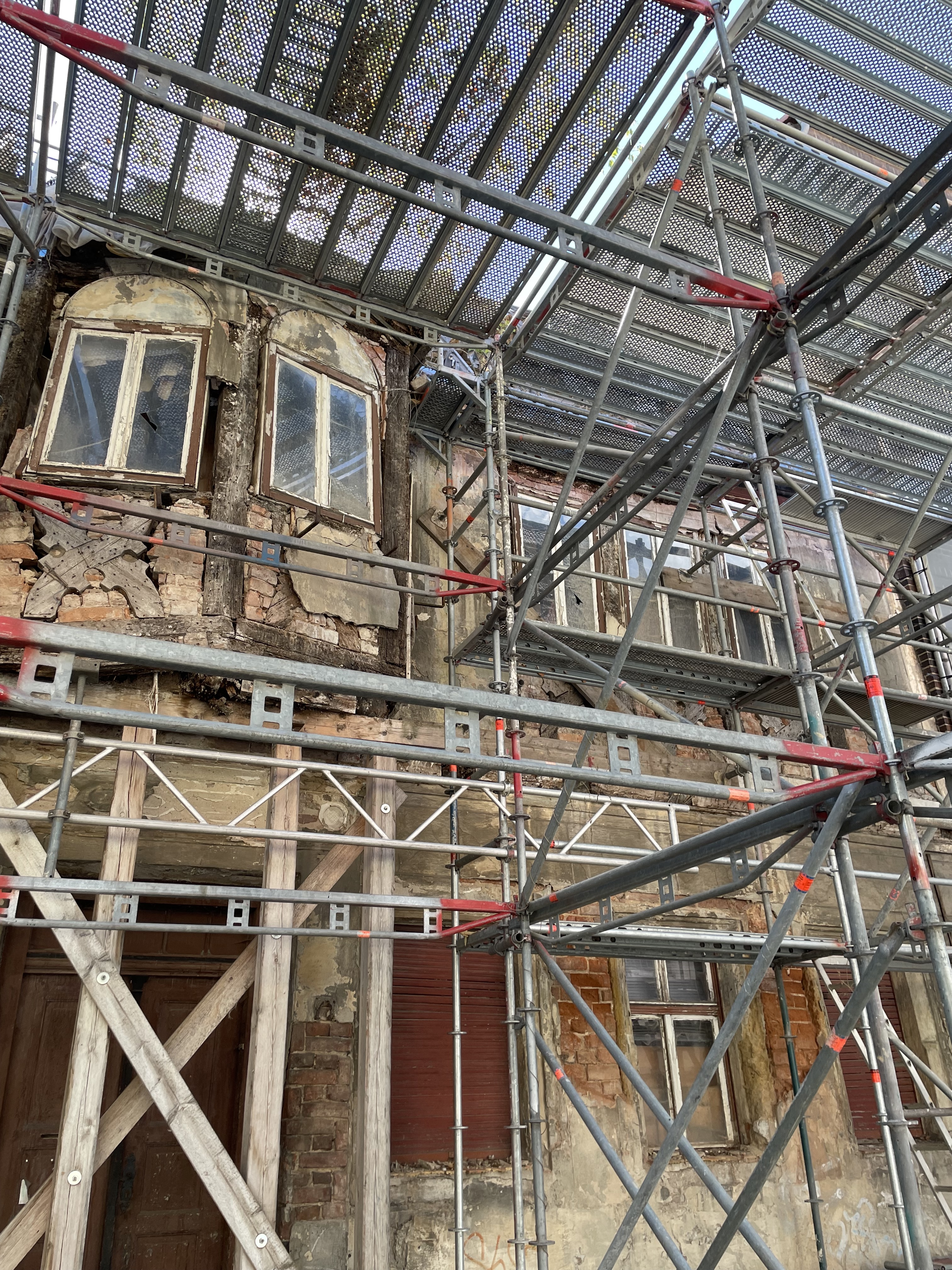
Fassade, Juli 2022

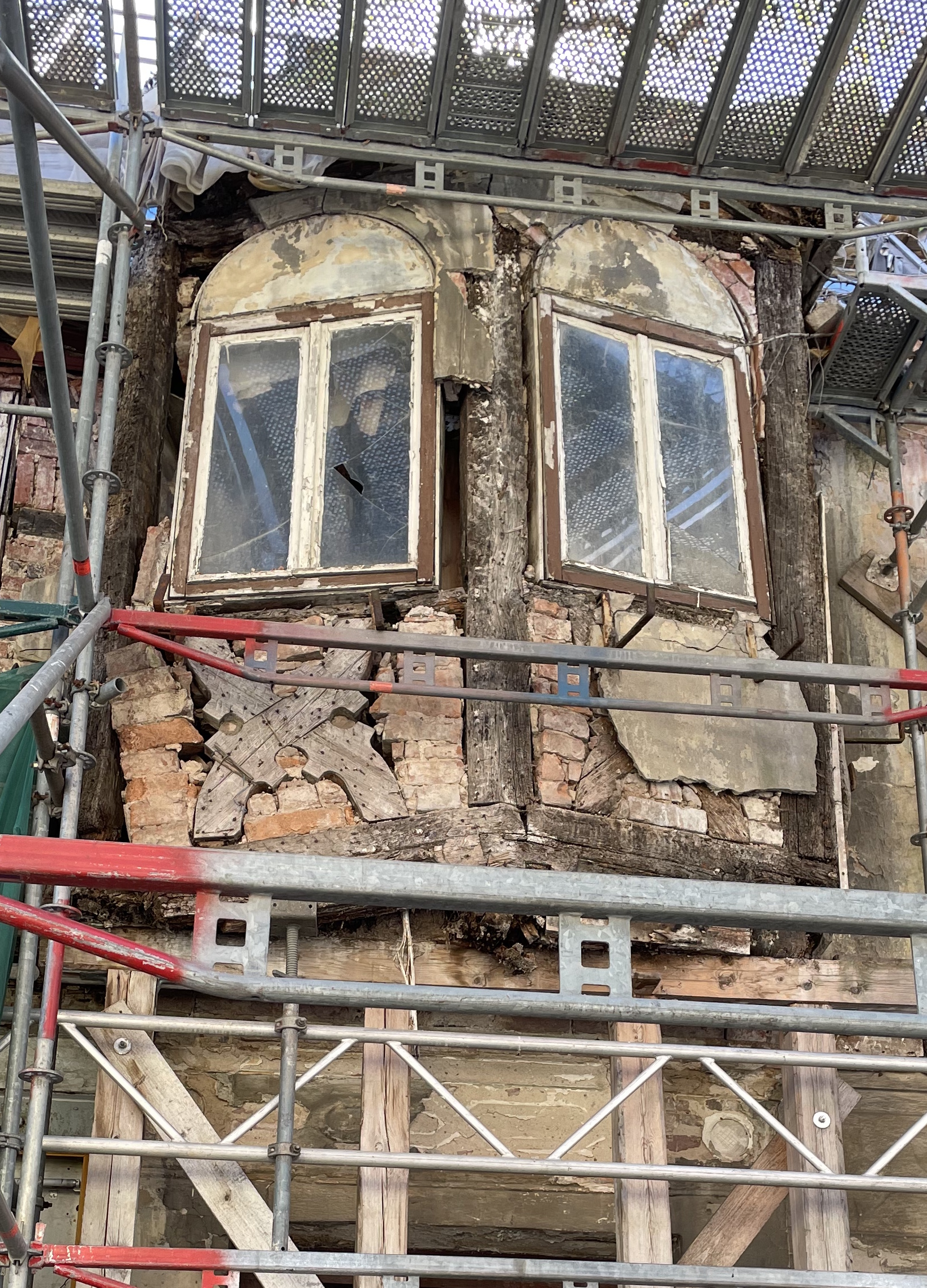
Erkerdetail, Juli 2022

Das Reuterhaus war ein 1596 erbautes Wohngeschäftshaus in der Burgstraße 6 in Bitterfeld. Es war eines der ältesten erhaltenen Fachwerkhäuser im Ort und stand unter Denkmalschutz. Dennoch wurde es 2024–2025 abgebrochen.

## Bauherr
Bauherr und langjähriger Bewohner des Hauses war der frühere Bitterfelder Bürgermeister Conradus Reuter (1554–1626), der 35 Jahre lang die Geschicke der Stadt Bitterfeld als Bürgermeister lenkte. Er war ein Sohn des ehemaligen Wittenberger Bürgermeisters Ambrosius Reuter (1497–1564), der aus dem Nürnberger Raum stammte, Martin Luther nahestand und sich u. a. 1553–54 um dessen Nachlass gekümmert hatte. Conradus Reuters Sohn war der seinerzeit berühmte Wittenberger Rechtswissenschaftler und Universitätsrektor Gottfried Reuter (1585–1634).

## Baugeschichte
Als Conradus Reuter das Haus 1596 in der Bitterfelder Burgstraße erbauen ließ, war er bereits fünf Jahre lang Bürgermeister von Bitterfeld. Das zweigeschossige Haus bekam ein massives Erdgeschoss mit einem rundbogigen Renaissanceportal in der Mitte, in dessen Schlussstein sich das Familienwappen befand. Es war mit seitlichen Lisenen und einer klassizistischen Verdachung eingefasst. Seitlich links befand sich eine Durchfahrt, mit einem großen, rundbogigem Eingangstor. Die vier Fenster des Erdgeschosses sind mit zeittypisch profilierten Gewänden versehen. Das Obergeschoss bestand aus einer Fachwerkkonstruktion mit Schiffskehlen an Schwelle und Rähm. In der Mitte befand sich ein polygonaler Erker mit großen Rundbogenfenstern, der ursprünglich mit einer eigenen Turmhaube versehen war. Er wirkte auch gleichzeitig als Eingangsüberdachung. Die Fenster der Wohnräume links und rechts waren in zwei Dreiergruppen zusammengefasst. Die Brüstungsfelder beinhalteten genaste Andreaskreuze, die wie der Erker auf fränkische Vorbilder verweisen.
Im 19. Jahrhundert wurde das Fachwerk verputzt. Später erfolgten Veränderungen im Erdgeschoss und ein Ausbau des Renaissanceportals. 1930 erfolgte ein Umbau der Toreinfahrt und der Milchkammer zu Geschäftsräumen. Drei der profilierten Fenstergewände blieben jedoch im Erdgeschoss erhalten. Seit 2005 stand das Haus leer.

## Abbruch- und Neubaudiskussion
Im Januar 2021 kaufte die kommunale Neue Bitterfelder Wohnungs- und Baugesellschaft mbH (NEUBI) das Gebäude mit der angeblichen Absicht, es vor dem weiteren Verfall zu retten. Mit mehr als 3000 Wohn- und Gewerbeeinheiten im Bestand gehört die NEUBI nach eigener Aussage zu den großen Vermietern der Region. In ihrem Jahresabschluss 2023 wies sie ein Eigenkapital von über 50 Millionen Euro aus. Sie wirbt zudem, dass sie 9 lokale gemeinnützige Vereine in den Bereichen Sport, Kunst und Kultur als Sponsor unterstützt.
Nachdem sie mit öffentlichen Mitteln am Reuterhaus Sicherungsmaßnahmen durchgeführt hatte, folgten Gespräche mit dem Landesamt für Denkmalpflege. Fachrestauratoren führten eine Befunduntersuchung durch. Im Ergebnis behauptete die NEUBI-Geschäftsführerin Susann Schult: „Der Rückbau ist leider alternativlos. Wir bedauern dies sehr. Die Bausubstanz ist so weit zerstört, dass das Gebäude nicht zu retten ist“. Die Abrissarbeiten seien vom Landesdenkmalamt genehmigt. Die NEUBI habe eine Dokumentation erstellt. Auch sollten – wenn dies die Umstände ohne Gefahr für Leib und Leben zulassen – Bauteile gesichert und erhalten werden, um sie eventuell wiederzuverwenden oder dem Museum zu übergeben. Ab April 2024 erfolgte der Abriss. An der Stelle des Gebäudes soll nun ein neues Haus mit fünf Drei- und Vierraumwohnungen von je rund 80 Quadratmetern und Aufzug entstehen.